# RIAS Big Band
De RIAS Big Band is een Duitse bigband en opvolger van het RIAS Tanzorchester.

## Geschiedenis
Toen de RIAS op 1 januari 1994 werd opgeheven, kreeg het orkest samen met vier andere Oost- en West-Berlijnse radio-audio-organen onderdak bij de nieuw opgerichte Rundfunk Orchester und Chöre GmbH. In 1995 werd de jazztrombonist en orkestleider Jiggs Whigham de nieuwe chefdirigent. Tevens volgde in het kader van het artistieke nieuwe begin de herbenoeming naar RIAS Big Band. Er volgden meerdere internationale tournees. Solisten als Mark Nightingale namen met de band albums op. In 2000 beëindigde Whigham zijn tijd als dirigent. Daarna werd de band geleid door gastdirigenten als Peter Herbolzheimer en Jörg Achim Keller. 
In 2001 volgde wegens financiële problemen de uitsluiting van de RIAS Big Band uit de Rundfunkorchester und Chöre GmbH. Wegens beroepsjuridische onenigheden mocht het orkest een lange tijd niet optreden. In 2004 reorganiseerde zich de RIAS Big Band opnieuw als nuttige GmbH. Het orkest werd ondersteund door de vereniging Freunde der RIAS BIG BAND e.V. en de Rundfunk Berlin-Brandenburg. De muzikale leiding werd overgenomen door Jörg Achim Keller. Op 29 mei 2004 gaf de band na een meerjarige gedwongen onderbreking weer een concert.